# Armeško
Armeško este o localitate din comuna Krško, Slovenia, cu o populație de 162 de locuitori.